# Église Saint-Basile (Pskov)
Pour les articles homonymes, voir Église Saint-Basile.
L'église Saint-Basile-de-la Colline (церковь Василия на Горке) est une église orthodoxe de Pskov en Russie, datant des XVe et XVIe siècles, qui se trouve sur la colline Saint-Basile, non loin de la perspective d'Octobre (Oktiabrsky prospekt).

## Description

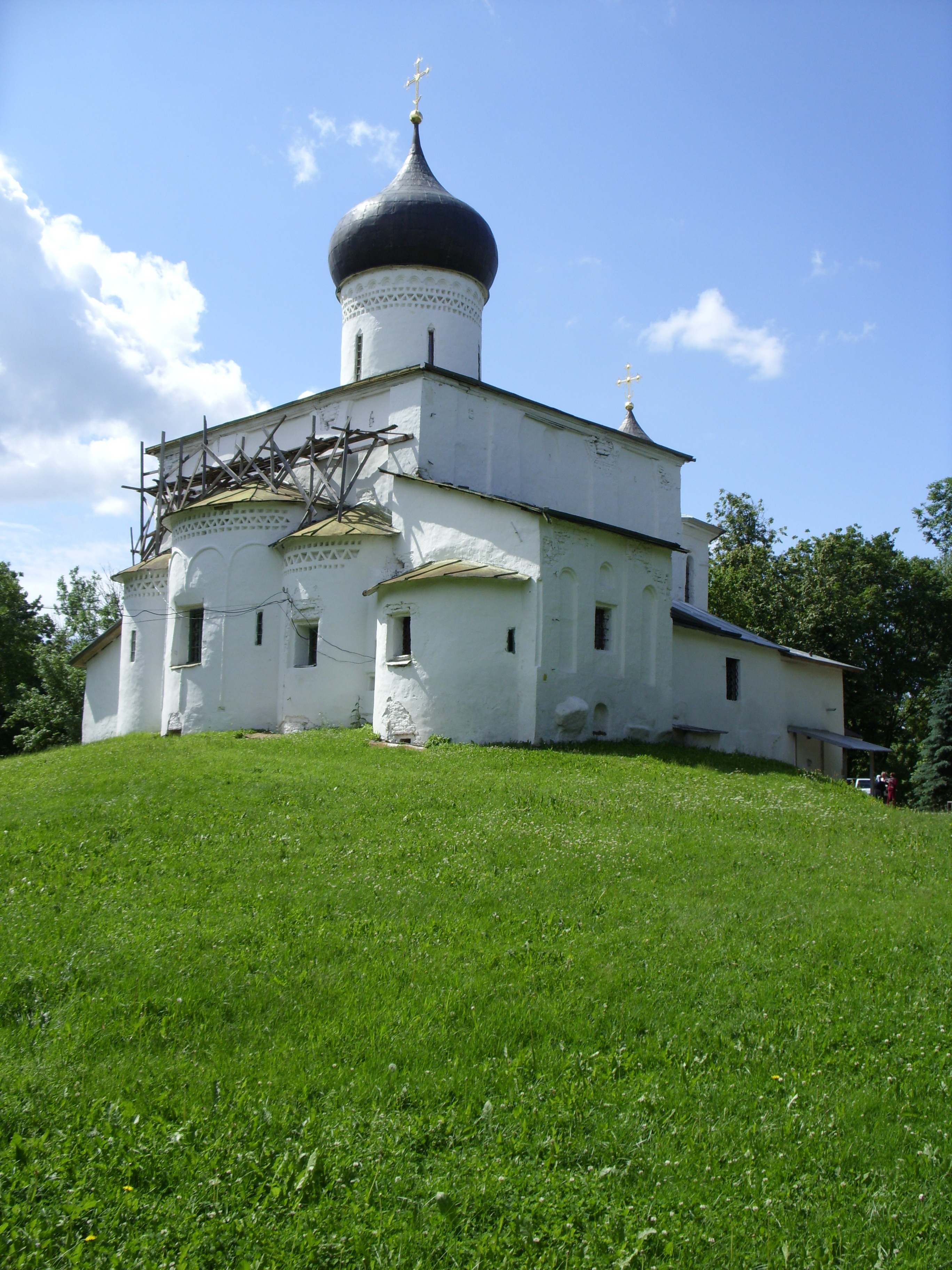
Vue de l'église en 2009 pendant les travaux de restauration

L'église possède trois absides et un escalier d'entrée sous une arcade. Les absides et le tambour de la coupole sont décorés de frises, typiques des ornementations des églises pskoviennes de cette époque. Leurs motifs sont inspirés de ceux de Novgorod avec trois rangées de frises dans le genre moscovite. La nef est rectangulaire et précédée d'une escalier sous arcade. Il y a une abside flanquée de deux petites du côté sud et une du côté nord surmontée d'une tourelle octogonale qui sert d'entrée.

## Historique
Une première église de bois est mentionnée sur la colline au XIVe siècle, dominant des marécages formés par le bras d'une petite rivière aujourd'hui comblée. Des remparts délimitant la ville moyenne sont élevés en 1375 au bord de cette rivière (la Zratchkaïa) et une tour avec un clocher, la tour Saint-Basile, en face de l'église. Sa cloche prévenait les habitants en cas de danger. L'église est démolie en 1377 et remplacée en 1413 par une église de pierre qui prend sa forme actuelle au tournant du XVe et du XVIe siècle. C'est à cette époque en effet que sont construits la galerie d'entrée et les absides. Une icône de Notre-Dame de Tikhvine y est révérée à partir du XVIe siècle.
Pskov tombe en décadence à partir de la fin du XVIIe siècle, et il en est ainsi également de l'église. Toutefois le clocher de l'église prend son aspect actuel au milieu du XVIIIe siècle. En 1786, elle est affiliée, à cause du petit nombre de fidèles, à la paroisse voisine de Saint-Nicolas. Vers 1830, l'église est en piteux état: la chapelle nord s'écroule en partie, l'ancienne iconostase est ôtée, ainsi qu'une partie de l'espace des chantres.
L'église est restaurée au milieu du XIXe siècle, changeant son aspect. Elle dépend à la fin de ce siècle du monastère de Krypetskoïe et sert à une procession de la Croix une fois par an. Le reste du temps, à part quelques cérémonies, elle est fermée.
Elle est fermée au culte en 1921 et sert de hangar. En 1941, sous l'occupation allemande, elle est donnée au culte aux Vieux-Croyants de la branche pomore qui en sont chassés en 1947. L'église est de nouveau fermée au culte. Elle est restaurée et sert de dépôt d'archives.
L'église Saint-Basile est rendue à l'Église orthodoxe russe en 2003 et des travaux de restauration commencent en vue de la célébration du mille centième anniversaire de la ville. La première liturgie se tient le 3 décembre 2003. Les neuf cloches sont installées et bénites en 2009.

## Source
- (ru) Cet article est partiellement ou en totalité issu de l’article de Wikipédia en russe intitulé « церковь Василия на Горке (Псков) » (voir la liste des auteurs).